# ديفيد س. كوبلي
ديفيد س. كوبلي (بالإنجليزية: David C. Copley)‏ هو فاعل خير أمريكي، ولد في 31 يناير 1952 في سان دييغو في الولايات المتحدة، وتوفي في 20 نوفمبر 2012 في لاهويا في الولايات المتحدة بسبب نوبة قلبية.